# Paul Krumpe
Paul Edward Krumpe (Torrance, 4 marzo 1963) è un ex calciatore statunitense, di ruolo centrocampista.
Anche i suoi figli Cameron e Tyler sono calciatori.